# Rudeau-Ladosse
Rudeau-Ladosse – miejscowość i gmina we Francji, w regionie Nowa Akwitania, w departamencie Dordogne.
Według danych na rok 1990 gminę zamieszkiwało 216 osób, a gęstość zaludnienia wynosiła 16 osób/km² (wśród 2290 gmin Akwitanii Rudeau-Ladosse plasuje się na 961. miejscu pod względem liczby ludności, natomiast pod względem powierzchni na miejscu 851.).